# Abronia turbinata
Abronia turbinata är en underblomsväxtart som beskrevs av John Torrey och Sereno Watson. Abronia turbinata ingår i släktet Abronia och familjen underblomsväxter. Inga underarter finns listade i Catalogue of Life.

## Bildgalleri

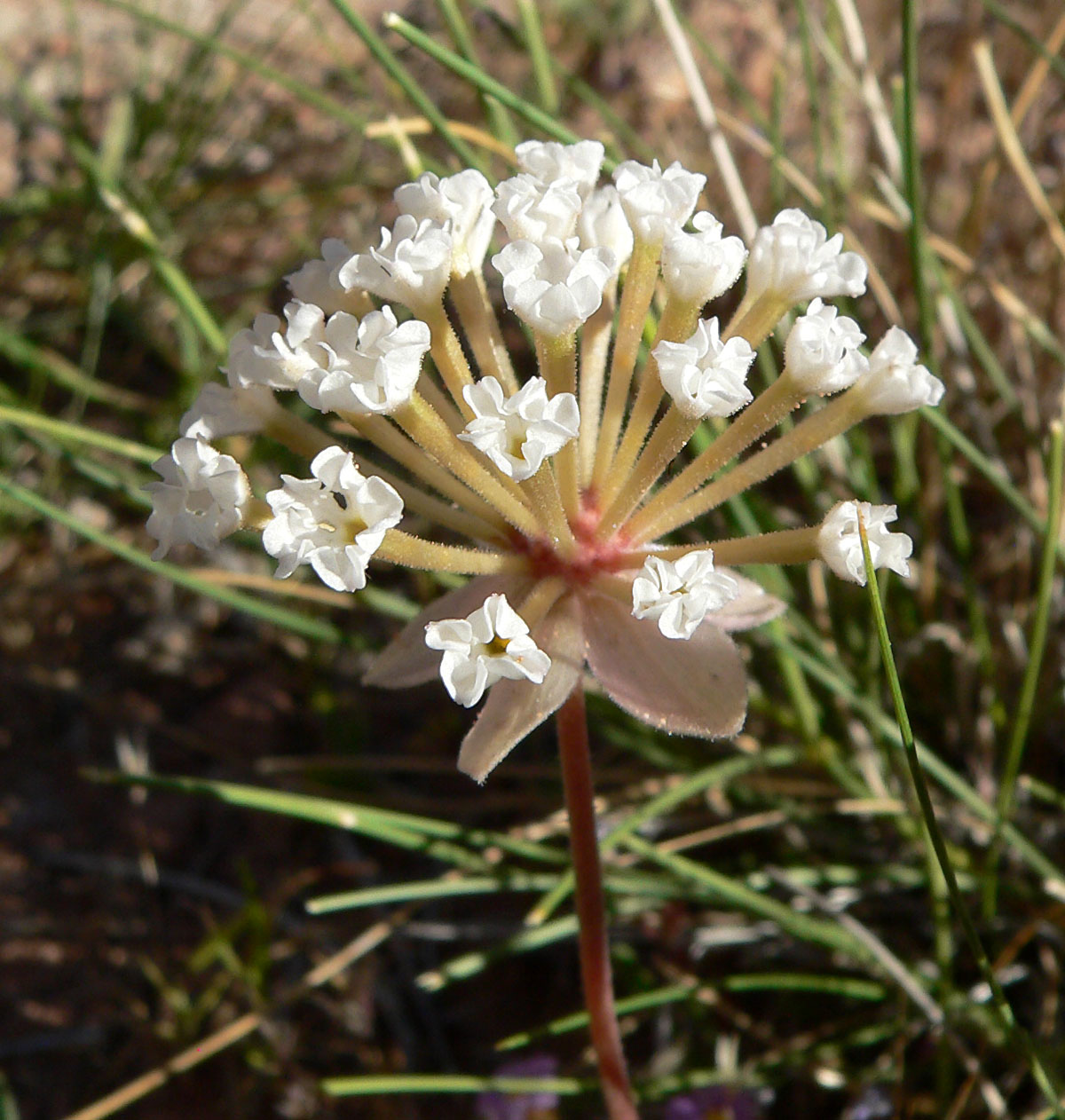